# Bagdadi nemzetközi repülőtér
A Bagdadi nemzetközi repülőtér (IATA: BGW, ICAO: ORBI) Irak egyik nemzetközi repülőtere, amely Bagdad közelében található. Éves utasforgalma 3 797 413 fő (2019).

## Futópályák
A repülőtér futópályái:
- 15R/33L (3301 m, 45 m, beton)
- 15L/33R (4000 m, 60 m, beton)

## Forgalom
Az utasforgalom az elmúlt években az alábbi módon változott:
| 2019 | 3 797 413 |

## Légitársaságok és úticélok

### Személy
| Légitársaság         | Célállomások |
| -------------------- | --- |
| Air Arabia           | Sharjah |
| Aircompany Armenia   | Yerevan |
| AnadoluJet           | Istanbul–Sabiha Gökçen |
| ATA Airlines         | Mashhad, Tehran–Imam Khomeini |
| Cham Wings Airlines  | Damascus |
| EgyptAir             | Cairo |
| Emirates             | Dubai–International |
| Fly Baghdad          | Ankara, Beirut, Damascus, Delhi, Erbil, Hyderabad, Isfahan, Istanbul, Istanbul–Sabiha Gökçen, Karachi, Kuala Lumpur–International, Lahore, Mashhad, Moscow–Vnukovo, Tehran–Imam Khomeini, Tunis, Yerevan Szezonális: Samsun |
| flydubai             | Dubai–International |
| flynas               | Jeddah, Medina, Riyadh |
| Gulf Air             | Bahrain |
| Iran Aseman Airlines | Tehran–Imam Khomeini |
| Iraqi Airways        | Abu Dhabi, Ahmedabad, Amman–Queen Alia, Ankara, Antalya, Baku, Basra, Beirut, Berlin, Cairo, Copenhagen, Damascus, Delhi, Dhaka, Dubai–International, Düsseldorf, Erbil, Frankfurt, Guangzhou, Isfahan, Islamabad, Istanbul, Istanbul–Sabiha Gökçen, Karachi, Kirkuk, Kuala Lumpur–International, Kuwait, Mashhad, Moscow–Vnukovo, Mumbai, München, Najaf, Nasiriyah, Stockholm–Arlanda, Sulaymaniyah, Tehran–Imam Khomeini Szezonális: Hurghada, Jeddah, Medina, Minsk, Sharm El Sheikh, Trabzon |
| Jordan Aviation      | Amman–Queen Alia |
| Mahan Air            | Kerman, Mashhad, Tehran–Imam Khomeini |
| Middle East Airlines | Beirut |
| Nile Air             | Cairo Szezonális: Sharm El Sheikh |
| Pegasus Airlines     | Istanbul–Sabiha Gökçen |
| Qatar Airways        | Doha |
| Royal Jordanian      | Amman–Queen Alia |
| Saudia               | Jeddah |
| SaudiGulf Airlines   | Medina |
| Syrian Air           | Damascus |
| Taban Air            | Mashhad |
| Turkish Airlines     | Ankara, Antalya, Istanbul |
| UR Airlines          | Ankara, Antalya, Damascus, Istanbul–Sabiha Gökçen, Samsun |

### Cargo

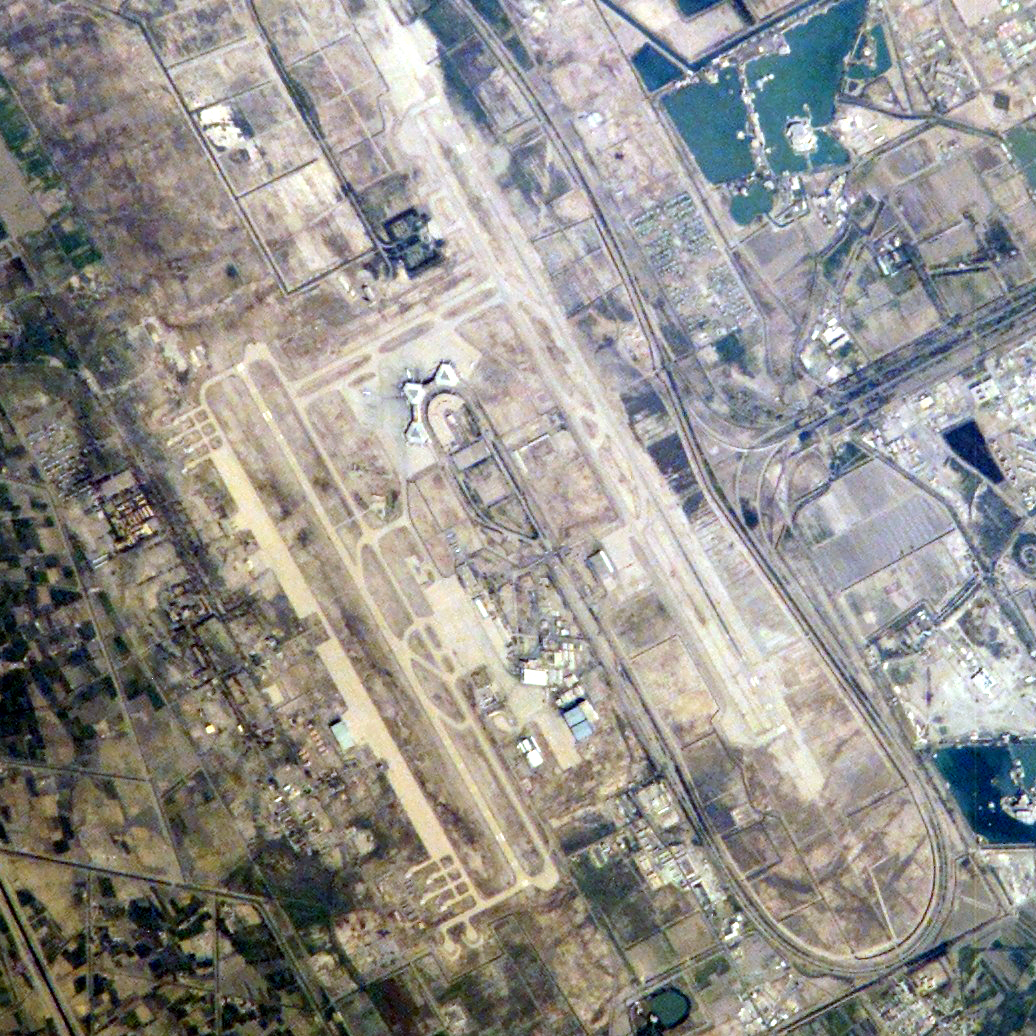
Légi felvétel a Bagdadi nemzetközi repülőtérről

| Légitársaság      | Célállomások        |
| ----------------- | ------------------- |
| Coyne Airways     | Dubai-International |
| EgyptAir Cargo    | Cairo               |
| Silk Way Airlines | Baku                |